# James Bond
 "007" omdirigeres hertil. For tallet, se 7 (tal). For året, se 7.
James Bond er en serie af film og bøger, der handler om en fiktiv britisk secret service-agent, James Bond, der blev skabt i 1953 af den britiske forfatter Ian Fleming, der brugte ham i 12 romaner og to novellesamlinger. Siden Flemings død i 1964 har otte forfattere skrevet autoriserede Bond-romaner eller historier: Kingsley Amis, Christopher Wood, John Gardner, Raymond Benson, Sebastian Faulks, Jeffery Deaver, William Boyd og Anthony Horowitz. Den seneste roman er Forever and a Day af Anthony Horowitz, udgivet i maj 2018. Derudover har Charlie Higson skrevet en serie om en ung James Bond, og Kate Westbrook har skrevet tre romaner baseret på en af de faste personer Moneypennys dagbøger.
Bond er også kendt under agentnummer 007 og er også lavet til tv, radio, tegneserier og computerspil. Bond-filmserien er blandt de længst kørende filmserier nogensinde og har indtjent $7,04 mia., hvilket gør den til den bedst sælgende filmserie nogensinde, der begyndte i 1962 med Dr. No, med Sean Connery som Bond. I 2021 er der  25 film i Eon Productions filmserie. Den seneste film er No Time to Die (2021), og den har Daniel Craig i hovedrollen for femte og sidste gang; han er den sjette skuespiller, der har spillet Bond i Eons serie. Der er desuden to uafhængige produktioner af Bondfilm: Casino Royale fra 1967 (parodi med David Niven) og Never Say Never Again (et remake fra 1983 af den tidligere Eon-film, Thunderball fra 1965, med Sean Connery). I 2015 blev filmserien estimeret til at have en værdi af $19,9 mia., hvilket gør James Bond til en af de bedst sælgende mediefranchiser nogensinde.
Bond-filmene er også kendt for musikken, og flere af temasangene har været nomineret til Academy Award, og to har vundet. Andre vigtige elementer i de fleste af seriens film inkluderer Bonds biler, hans våben og de gadgets, som Q Branch forsyner ham med. Filmene er også notable for Bonds forhold til forskellige kvinder, der nogle gange omtales som "Bondpiger".

## James Bond
James Bond alias Agent 007 er hemmelig agent for den britiske efterretningstjeneste Secret Intelligence Service (SIS) eller MI6. Han er en sofistikeret kvindebedårer, udspekuleret, skyde- og nærkampekspert, vinkender, i god fysisk form, har høj smertetærskel og maskulinitet.
Det, der især har været med til at karakterisere ham, er filmene:
- Bond, James Bond – Hans vanlige præsentation.
- Medium dry vodka martini, shaken, not stirred with a lemon peal (jf. filmen Dr. No) – Bond nyder mange slags spiritus, men favoritten er vodka martini, der skal være rystet, ikke omrørt. Andre af James Bonds yndlingsdrikke kan nævnes Bollinger '59, og Dom perignon 53' - begge champagne.
- Walther PPK – Oprindeligt brugte Bond en Beretta-pistol, men i indledningen af Dr. No blev den skiftet ud med en Walther PPK, som blev hans signaturvåben i filmene. I John Gardners bøger skiftes den ud med en ASP 9mm, men i både filmene og Raymond Bensons bøger benytter Bond en Walther PPK helt til Tomorrow Never Dies, hvor den definitivt skiftes ud med en Walther P99. I filmen Casino Royale er Bond igen udstyret med en Walther P99, men mange af pr-billederne til filmen viser Bond med en Walther PPK. I filmen Quantum of Solace benytter Bond sig igen primært af en Walther PPK.
- License to kill – Bond har som 00-agent tilladelse til at dræbe i tjenesten, når han skønner det nødvendigt uden at skulle afklare det med hovedkvarteret. Han kan også blive pålagt at dræbe, når hovedkvarteret skønner det nødvendigt.
- Bentley og Aston Martin – I Ian Flemings bøger kører Bond sædvanligvis Bentley, men kun sjældent i filmene. Her kører han Aston Martin ved flere lejligheder.
- Pistolløbet i begyndelsen af hver film, på nær Quantum of Solace og Skyfall, hvor Bond skyder ind i kameraet. Sekvensens udformning har udviklet sig en del i løbet af årene, men er stadig med i hver eneste Bond-film fra Eon Productions.

### Biografi
(James Bonds liv er beskrevet i såvel i Ian Flemings oprindelige romaner og noveller som i flere andre forfatteres værker og filmene. Men trods at de alle har "det blå stempel", strider deres oplysninger flere steder imod hinanden og Fleming selv. I biografien er angivet, hvis der er modstridende oplysninger.)
James Bond er barn af skotske Andrew Bond og schweiziske Monique Delacroix. I filmene er han født og opvokset i Skotland i huset Skyfall, som ligger meget ensomt mellem bakker i den rå natur. Officielt er han enebarn, men et par romaner fortæller noget andet. I James Bond: The Authorised Biography of 007 omtales en storebror Henry Bond, og i 003½: The Adventures of James Bond Junior medvirker en anden bror David Bond, hvis søn også hedder James Bond. I tegnefilmserien James Bond Jr. optræder også en nevø, James Bond Jr.
Hvornår James Bond er født er uklart, for Ian Flemings oplysninger passer ikke sammen. Af You Only Live Twice fremgår det, at han var 17 år i 1941, hvorfor han skulle være født i 1924. Af John Pearsons James Bond: The Authorised Biography of 007 fremgår det at Bond er født 11. november 1920. Problemet er bare, at det i Casino Royale fremgår, at han erhvervede sin Bentley i 1933 – flere år før han overhovedet kunne få kørekort. Af SilverFin fremgår det, at bilen er arvet fra hans onkel Max Bond.
Bonds forældre døde i en bjergbestigningsulykke, da han var 11 år. Bond flyttede så ind hos sin tante Charmian Bond i Canterbury i Kent. Som 12-årig begyndte han på Eton, men måtte forlade skolen efter mindre end et år efter en påstået affære med en stuepige. Han fuldførte sin uddannelse på Fettes College i Edinburgh.
Da 2. verdenskrig var i fuld gang, meldte Bond sig til tjeneste i 1941 – ifølge You Only Live Twice ved at lyve sig to år ældre. Han gjorde sine sager godt og endte som kommandørkaptajn (engelsk commander) i flåden. Efter krigen blev han hvervet til MI6. Blandt hans første opgaver var de to, der gav ham sit 00-nummer. Den ene var drabet på en japansk kodeekspert, der holdt til i Rockefeller Center i New York. Den anden var drabet på en norsk dobbeltagent i Stockholm. Privat flyttede Bond ind i en toetages lejlighed på King's Road i Chelsea i London og ansatte den skotske May som husholderske.
I 1953 begynder bøgerne, og siden er Bonds liv blevet præget af et utal af livsfarlige missioner, smarte hjælpemidler, skruppelløse skurke og flotte piger.

### Ændret biografi
Da filmserien blev genstartet med Casino Royale i 2006, blev James Bonds biografi skrevet om og senere udbygget. I Skyfall og Spectre fortælles således, hvordan han efter sine forældres død kom til at bo hos og midlertidigt adopteret af en nabo. Efter dennes død kom Bond på Oxford og blev senere MI6-agent.

## Andre figurer
- M. Chefen for SIS og Bonds chef. Udsender Bond på missioner til alle klodens egne. Støtter og respekterer som regel Bond, men billiger ikke altid hans metoder. M er en stillingsbetegnelse, der i de første mange år dækkede over admiral sir Miles Messervy. I 1980'erne blev arbejdet muligvis overtaget af admiral Hargreaves, men det er ikke bekræftet. Fra GoldenEye fra 1995 blev Barbara Mawdsley den nye M, og efter hendes død i Skyfall fra 2012 tog Gareth Mallory over.
- Miss Moneypenny. M's sekretær. I bøgerne har hun kun en beskeden rolle, men i filmene er hendes småflirten med Bond et fast element.
- Q. Chef for Q-afdelingen der udvikler og udleverer hjælpemidler og våben til agenterne. Spøger efter eget udsagn aldrig om sit arbejde. Lige som M er Q en stillingsbetegnelse, der i de første mange år dækkede over major Boothroyd. Den nuværende Q's rigtige navn er ikke kendt. Der har været fire, der har haft rollen som Q. Den mest ikoniske Q, er Desmond Llewelyn, men også John Cleese, Peter Burton og senest Ben Whishaw har haft rollen.
- Bill Tanner. M's stabscef og Bonds ven. Optræder oftest i bøgerne.
- Charles Robinson. M's højre hånd omkring årtusindskiftet.
- Loelia Ponsonby og Mary Goodnight. Sekretærer for 00-afdelingen optræder stort set kun i bøgerne. Mary Goodnight er dog en betydningsfuld karakter i filmenThe Man with the Golden Gun fra 1975.
- Sir Frederick Gray. Britisk forsvarsminister som Bond ikke altid er på linje med.
- Felix Leiter. Bonds ven og agent for CIA og i bøgerne senere Pinkertons detektivbureau. Hjælper ham på flere missioner.
- Jack Wade. Rapkæftet CIA-agent og øjensynligt Leiters afløser i 1990'erne.
- Rene Mathis. Agent for den franske efterretningstjeneste Deuxieme Bureau og Bonds ven.
- General Anatol Gogol. Leder af KGB. Ikke uvenligt stemt over for vesten og Bond, men er i sagens natur modstander.
- May. Bonds elskede gamle skotske husholderske. Optræder kun i bøgerne.
- Charmian Bond. Bonds gamle skotske tante, der tog sig af ham efter hans forældres død. Optræder kun i bøgerne.
- Ernst Stavro Blofeld alias Nummer et. Den djævelske leder af af terrororganisationen SPECTRE. Holder af perserkatte og af at holde hele verden som gidsel.
- Jaws. Tårnhøj lejemorder med metaltænder. Taler sjældent, men bruger hellere sine kræfter. Kan tilsyneladende overleve hvad som helst. Optræder kun i The Spy Who Loved Me og Moonraker.

Derudover må nævnes terrororganisationen SPECTRE, hvis navn står for Special Executive for Counterintelligence, Terrorism, Revenge, and Extortion. Organisationen, der oprindelig ledtes af Ernst Stavro Blofeld, var Bonds modstander i flere romaner og de fleste af Sean Connerys film og er den hyppigste genganger blandt Bonds mange modstandere. De vigtigste medlemmer af organisationer bærer numre, der angiver deres rang (fx Nummer to og Nummer seks). Medlemmer, der svigter organisationen, bliver likvideret på ofte spektakulær vis.

### 00-agenter
00-agenterne er Bonds kolleger, der lige som han har tilladelse til at dræbe i tjenesten. Optræder eller omtales kortvarigt ved flere lejligheder. Flere af dem er blevet dræbt i tjenesten.
Hvor mange 00-agenter, der er, varierer. I filmen Thunderball er situationen så alvorlig, at alle SIS' 00-agenter i Europa er samlet til et møde. Der er ni stole, og 007 sidder på den syvende stol. Det tyder på, at der er ni 00-agenter med numrene fra 001 til 009. Imidlertid taler miss Moneypenny udtrykkeligt om, at det er alle 00-agenter i Europa, ikke i verden, så der kan udmærket være flere 00-agenter. I bogen Moonraker opereres kun med tre 00-agenter, 007, 008 og 0011, der på det tidspunkt befinder sig i hhv. London, Berlin og Singapore.
Blandt de 00-agenter, der omtales eller optræder i filmene, kan nævnes:
- 002 (Glyn Baker) taber en øvelse på Gibraltar i The Living Daylights
- 003 blev fundet død i Sibirien med en stjålen mikrochip i A View to a Kill.
- 004 (Frederick Warder) dræbes af en falsk KGB-agent i The Living Daylights.
- 006 Alec Trevelyan (Sean Bean) forsvinder i GoldenEye.
- 008 omtales som 007's afløser i Goldfinger og The Living Daylights.
- 009 (Andy Bradford) dræbes i et klovnekostume i Octopussy.
- 009 Fairbanks, omtales som offer for Manden med den gyldne pistol.

## James Bond-bøger

### Ian Fleming
- Casino Royale (Banko for døden / Casino Royale, 1953)
- Live and Let Die (Blodig vej til Jamaica, 1954)
- Moonraker (Agent 007 / James Bond og Tordenkilen, 1955)
- Diamonds Are Forever (Agent 007 spiller højt / Diamanter varer evigt, 1956)
- From Russia with Love (Agent 007 jages / Med russisk kærlighed, 1957)
- Dr. No (Agent 007 operation mord / Dr. No, 1958)
- Goldfinger (Døden må vente, 1959)
- For Your Eyes Only (Strengt fortroligt, 1960) (Novellesamling)
- Thunderball (Domino / Agent 007 i ilden, 1961)
- The Spy Who Loved Me (Jeg elskede James Bond, 1962)
- On Her Majesty's Secret Service (Spillet er ude, James Bond /  I Hendes Majestæts hemmelige tjeneste, 1963)
- You Only Live Twice (Du lever kun to gange, 1964)
- The Man with the Golden Gun (Manden med den gyldne pistol, 1965)
- Octopussy and The Living Daylights (100.000 er budt, James Bond, 1966) (Novellesamling)

De to sidste bøger blev udgivet efter Ian Flemings død i 1964.

### Andre forfattere
Kingsley Amis (pseudonym Robert Markham)
- Colonel Sun (Døden har dragetænder, 1968)

John Gardner
- Licence Renewed (Licens fornyet, 1981)
- For Special Services (007 – i særlig tjeneste, 1982)
- Icebreaker (1983)
- Role of Honour (1984)
- Nobody Lives For Ever (007 – ingen lever evigt, 1986)
- No Deals, Mr. Bond (007 – mislykket operation, 1987)
- Scorpius (007 – Scorpius, 1988)
- Win, Lose or Die (007 – vinderen lever farligt, 1989)
- Licence to Kill (007 – med ret til at dræbe, 1989) (Baseret på filmmanuskriptet)
- Brokenclaw (1990)
- The Man from Barbarossa (1991)
- Death is Forever (1992)
- Never Send Flowers (1993)
- SeaFire (1994)
- GoldenEye (1995) (Baseret på filmmanuskriptet)
- COLD (1996)

Raymond Benson
- Blast From the Past (1997) (Novelle)
- Zero Minus Ten (1997)
- Tomorrow Never Dies (1997) (Baseret på filmmanuskriptet)
- The Facts of Death (1998)
- Midsummer Night's Doom (1999) (Novelle)
- Live at Five (1999) (Novelle)
- The World Is Not Enough (1999) (Baseret på filmmanuskriptet)
- High Time to Kill (1999)
- Doubleshot (2000)
- Never Dream of Dying (2001)
- The Man with the Red Tattoo (2002)
- Die Another Day (Dø igen i morgen, 2002) (Baseret på filmmanuskriptet)

Sebastian Faulks
- Devil May Care (I Djævelens tjeneste, 2008)

Jeffrey Deaver
- Carte blanche (2011)[3]

William Boyd
- Solo (2013)

Anonym (pseudonym R. D. Mascott)
- 003½: The Adventures of James Bond Junior (003½ James Bond Junior, På hemmelig mission, 1967)

John Pearson
- James Bond: The Authorised Biography of 007 (Jeg er James Bond 007, 1973)

Christopher Wood
- James Bond, The Spy Who Loved Me (1977) (Baseret på filmmanuskriptet)
- James Bond and Moonraker (1979) (Baseret på filmmanuskriptet)

Charlie Higson - Serien Young Bond:
- SilverFin (2005)
- Blood Fever (Blodrus, 2006)
- Double or Die (2007)
- Hurricane Gold (2007)
- Young Bond Book 5 (2008) (Arbejdstitel)

Samantha Weinberg (pseudonym Kate Westbrook) - The Moneypenny Diaries:
- The Moneypenny Diaries: Guardian Angel (2005)
- For Your Eyes Only, James (2006) (Novelle)
- Secret Servant: The Moneypenny Diaries (2006)
- Moneypenny's First Date With Bond (2006) (Novelle)
- The Moneypenny Diaries: Final Fling (2008)

### Aldrig udgivne
To Bond-historier er aldrig udgivet:
Geoffrey Jenkins
- Per Fine Ounce

Raymond Benson
- The Heart of Erzulie

## James Bond-film
De fleste af James Bond-filmene er produceret af Eon Productions og udgør en slags serie, som bl.a. har eneret på James Bond-temaet (komponeret af Monty Norman, arrangeret af John Barry), det såkaldte gunbarrel-logo (hvor man ser Bond gennem et pistolløb) og det kendte "007" pistol-logo. Filmene fra Eon Productions kaldes ofte for de "officielle" Bond-film, men det er misvisende, for der er også lavet legale Bond-filmatiseringer af andre producenter, se nedenfor. Rettighederne til både de "officielle" film og de tre "uofficielle" ligger i dag hos MGM.
De fleste film er uafhængige af hinanden. From Russia with Love følger dog løst op på Dr. No, og Diamonds Are Forever følger tilsvarende løst op på On Her Majesty's Secret Service. I 2006 blev Eon Productions' serie genstartet med Casino Royale, og den og de øvrige film med Daniel Craig hænger til en vis grad sammen.

### James Bond-film fra Eon Productions
| Original titel                  | Dansk titel                           | År   | James Bond     | M             | Q                | Miss Moneypenny | Titelmelodi *             |
| ------------------------------- | ------------------------------------- | ---- | -------------- | ------------- | ---------------- | --------------- | ------------------------- |
| Dr. No                          | Agent 007 - Mission Drab              | 1962 | Sean Connery   | Bernard Lee   | Peter Burton     | Lois Maxwell    | John Barry                |
| From Russia with Love           | Agent 007 jages                       | 1963 | Sean Connery   | Bernard Lee   | Desmond Llewelyn | Lois Maxwell    | Matt Monro                |
| Goldfinger                      | Agent 007 Contra Goldfinger           | 1964 | Sean Connery   | Bernard Lee   | Desmond Llewelyn | Lois Maxwell    | Shirley Bassey            |
| Thunderball                     | Agent 007 i ilden                     | 1965 | Sean Connery   | Bernard Lee   | Desmond Llewelyn | Lois Maxwell    | Tom Jones                 |
| You Only Live Twice             | Agent 007 - Du Lever Kun 2 Gange      | 1967 | Sean Connery   | Bernard Lee   | Desmond Llewelyn | Lois Maxwell    | Nancy Sinatra             |
| On Her Majesty's Secret Service | I Hendes Majestæts Hemmelige Tjeneste | 1969 | George Lazenby | Bernard Lee   | Desmond Llewelyn | Lois Maxwell    | John Barry                |
| Diamonds Are Forever            | Diamanter varer evigt                 | 1971 | Sean Connery   | Bernard Lee   | Desmond Llewelyn | Lois Maxwell    | Shirley Bassey            |
| Live and Let Die                | Lev og Lad Dø                         | 1973 | Roger Moore    | Bernard Lee   | ingen            | Lois Maxwell    | Paul McCartney            |
| The Man with the Golden Gun     | Manden med Den Gyldne Pistol          | 1974 | Roger Moore    | Bernard Lee   | Desmond Llewelyn | Lois Maxwell    | Lulu                      |
| The Spy Who Loved Me            | Spionen Der Elskede Mig               | 1977 | Roger Moore    | Bernard Lee   | Desmond Llewelyn | Lois Maxwell    | Carly Simon               |
| Moonraker                       |                                       | 1979 | Roger Moore    | Bernard Lee   | Desmond Llewelyn | Lois Maxwell    | Shirley Bassey            |
| For Your Eyes Only              | Agent 007 - Strengt fortroligt        | 1981 | Roger Moore    | ingen         | Desmond Llewelyn | Lois Maxwell    | Sheena Easton             |
| Octopussy                       |                                       | 1983 | Roger Moore    | Robert Brown  | Desmond Llewelyn | Lois Maxwell    | Rita Coolidge             |
| A View to a Kill                | Agent 007 i skudlinjen                | 1985 | Roger Moore    | Robert Brown  | Desmond Llewelyn | Lois Maxwell    | Duran Duran               |
| The Living Daylights            | Spioner dør ved daggry                | 1987 | Timothy Dalton | Robert Brown  | Desmond Llewelyn | Caroline Bliss  | A-ha                      |
| Licence to Kill                 |                                       | 1989 | Timothy Dalton | Robert Brown  | Desmond Llewelyn | Caroline Bliss  | Gladys Knight             |
| GoldenEye                       |                                       | 1995 | Pierce Brosnan | Judi Dench    | Desmond Llewelyn | Samantha Bond   | Tina Turner               |
| Tomorrow Never Dies             |                                       | 1997 | Pierce Brosnan | Judi Dench    | Desmond Llewelyn | Samantha Bond   | Sheryl Crow               |
| The World Is Not Enough         |                                       | 1999 | Pierce Brosnan | Judi Dench    | Desmond Llewelyn | Samantha Bond   | Garbage                   |
| Die Another Day                 |                                       | 2002 | Pierce Brosnan | Judi Dench    | John Cleese      | Samantha Bond   | Madonna                   |
| Casino Royale                   |                                       | 2006 | Daniel Craig   | Judi Dench    | ingen            | ingen           | Chris Cornell             |
| Quantum of Solace               |                                       | 2008 | Daniel Craig   | Judi Dench    | ingen            | ingen           | Alicia Keys og Jack White |
| Skyfall                         |                                       | 2012 | Daniel Craig   | Judi Dench    | Ben Whishaw      | Naomie Harris   | Adele                     |
| Spectre                         |                                       | 2015 | Daniel Craig   | Ralph Fiennes | Ben Whishaw      | Naomie Harris   | Sam Smith                 |
| No Time to Die                  |                                       | 2021 | Daniel Craig   | Ralph Fiennes | Ben Whishaw      | Naomie Harris   | Billie Eilish             |

*: Sangere eller ved instrumentalnumre dirigenten.
- Sean Connery, 1980
- George Lazenby, 2008
- Roger Moore
- Timothy Dalton, 1987
- Pierce Brosnan
- Daniel Craig

### Andre officielle James Bond-filmatiseringer
- Casino Royale (1954): Afsnit af tv-serien Climax!, med Barry Nelson som James Bond. Den første af tre filmatiseringer af romanen Casino Royale.
- Casino Royale (1967): Parodi med David Niven som James Bond og Peter Sellers som hans afløser. Den anden af tre filmatiseringer af romanen Casino Royale.
- Never Say Never Again (1983): Den anden af to filmatiseringer af romanen Thunderball, begge med Sean Connery som James Bond.

### James Bond-skuespillere
På film er James Bond blevet spillet af:
- Barry Nelson (1 tv-film, 1954)
- Sean Connery (7 film mellem 1962 og 1983) – For skotten Connery blev Bond-filmene den første store filmsucces. Han debuterede med filmen Dr. No. Da han havde haft rollen seks gange, tog han afsked med den af frygt for at blive sat i bås men vendte alligevel tilbage en sidste gang i Never Say Never Again.
- David Niven (1 film, 1967) – Spillede kun Bond i en enkelt film Casino Royale.
- George Lazenby (1 film, 1969) – Australieren Lazenby spillede kun Bond én gang i 1969 i filmen On Her Majesty's Secret Service. Hans fremstilling var meget actionbetonet men fandt ikke nåde hos biografgængerne.
- Roger Moore (7 film mellem 1973 og 1985) – Englænderen Roger Moore var i spil som den første Agent 007, men han var optaget af tv-serien 'Helgenen' (The Saint) og senere 'De Uheldige Helte' (The Persuaders!). I 1973 debuterede han som 007 i Live and Let Die. I alt syv gange optrådte han som Bond, og hans fortolkning var mere playboy-agtig end Connerys.
- Timothy Dalton (2 film mellem 1987 og 1989) – Kun to gange stod den walisiske Shakespeare-skuespiller foran kameraet som James Bond: I 1987 i The Living Daylights og to år senere i Licence to Kill. Dalton slog dog ikke igennem hos biografpublikummet.
- Pierce Brosnan (4 film mellem 1995 og 2002) – Ireren var tæt på at blive Roger Moores afløser. Af private årsager og grundet hans medvirken i tv-serien Remington Steele måtte Brosnan opgive at spille Bond i 1987 og fik først premiere som Hendes Majestæts hemmelige agent i GoldenEye otte år senere. Den kendte skuespiller gav figuren en ny opblomstring, som hjalp på biografernes indtjening. Filmen blev den hidtil mest succesrige Bond-film.
- Daniel Craig (5 film mellem 2006 og 2021) – valget af englænderen var kontroversielt, men den nye James Bond skulle være tættere på bøgernes; kold og brutal men uden ar på kinden.

### Danske medvirkende
Fem danskere har medvirket i James Bond-film:
- Cecilie Thomsen som professor Inga Bergstrøm i Tomorrow Never Dies
- Ulrich Thomsen som Davidov i The World Is Not Enough
- Mads Mikkelsen som Le Chiffre i Casino Royale
- Jesper Christensen som Mr. White i Casino Royale, Quantum of Solace og Spectre
- David Dencik som Valdo Obruchev i No Time to Die

## Tegneserier
Mange tegnere har lavet tegneserier om James Bond. Bedst kendt er John McLuskys avistegneserie fra London Daily Express. Den og mange andre 007-tegneserier udkom på dansk i tegneseriebladet Agent 007, James Bond (1965-1984).

## Hørespil
Tre af Ian Flemings romaner har dannet basis for hørespil:
- Moonraker: Sydafrika, 1956, med Bob Holness som James Bond.
- You Only Live Twice: BBC, begyndelsen af 1990'erne, med Michael Jayston som James Bond.
- Dr. No: BBC, annonceret april 2008, med Toby Stephens som James Bond.

## James Bond Jr.
I forsøg på at nå en yngre målgruppe end den der nåedes med filmene i 1991-1992 var tegnefilmserien James Bond Jr. på 65 afsnit. Serien handlede om Bonds nevø af samme navn. Han var elev på Warfield Academy, en specialskole for hemmelige agenters børn. Sammen med Felix Leiters søn Gordo og Q's barnebarn Horace Bootroyd, I.Q kæmpede han mod forbryderorganisationen S.C.U.M. (Saboteurs and Criminals United in Mayhem). Serien involverede både nye skurke som Scumlord, Doctor Derange og Skullcap og gamle Bond-skurke som Jaws, Nick-Nack og Goldfinger.

### James Bond Jr.-bøger
John Peel (psydonym John Vincent) – Alle 1992
- A View To A Thrill (Baseret på afsnittet The Beginning)
- The Eiffel Target (Baseret på afsnittet The Eiffel Missile)
- Live And Let's Dance (Baseret på afsnittet Live And Let's Dance)
- Sandblast (Baseret på afsnittet Shifting Sands)
- Sword Of Death (Baseret på afsnittet Sword of Power)
- High Stakes (Baseret på afsnittet There But For Ms. Fortune)

Caryn Jenner
- Tunnel of Doom (Baseret på afsnittet Canine Caper)
- Barbella's Revenge (Baseret på afsnittet Barbella's Big Attraction)
- Freeze Frame (Baseret på afsnittet Weather or Not)
- Dangerous Games (Baseret på afsnittet Catching the Wave)

## Inspiration, associationer og parodier
James Bond-filmenes popularitet har i tidens løb medført et utal af film, serier, bøger osv. der er inspireret af eller associserer til filmene eller er deciderede parodier på Bond og genren i øvrigt. Blandt det meget kan nævnes:

### Bøger
- Dracula Cha Cha Cha (1998), roman af Kim Newman, henlagt til Rom anno 1959, hvor vi møder den engelske agent Hamish Bond samt Frankensteins monster, der har ståltænder og bruger en bowlerhat som kastevåben.

### Film
- Slå først, Frede (1965) Superagent Smith (Ove Sprogøe) og agent i spøg og skæmt Frede Hansen (Morten Grunwald) mod skurken Kolick (Poul Bundgaard).
- Slap af, Frede (1966) Superagent Smiths Killer License er i fare, samt verdensfreden.
- The Return of the Man from U.N.C.L.E. (1983): Tv-film med George Lazenby som den hemmelige agent "J.B.".
- Austin Powers (1997-2002): Filmserie med Mike Myers som den britiske agent Austin Powers, der er en parodi på bl.a. James Bond.
- Johnny English (2003): med Rowan Atkinson. Alle de rigtige agenter er døde, så Johnny English er MI7's eneste håb.

#### Pornofilm
- Thunder Boobs (1993): Engelsk pornofilm med Marino Franchi som Brook Bond.
- Licensed to Thrill (1999): Spansk pornofilm med Tanya Hansen som Agent 006.
- Jane Bomb (2004): Svensk pornofilm med Linda Lust i titelrollen.
- Jane Bomb 2: Thunderpussy (2006): Svensk pornofilm med Nikki Dane i titelrollen.

### TV-serier
- The Man From U.N.C.L.E. (1964-1968): Amerikansk serie i 105 afsnit med Robert Vaughn som Napoleon Solo.
- The Wild Wild West (1965-1969): Amerikansk westernserie i 104 afsnit med Robert Conrad som James West.
- Get Smart (1965-1970): Amerikansk tv-komedieserie med Don Adams som Max Smart/Agent 86 fra CONTROL, der skal redde verden fra KAOS; serien blev efterfulgt af filmversionerne The Nude Bomb (1980), Get Smart, Again! (1989) og Get Smart (2008).

### Tegnefilm
- Sunes Verden: Tegnefilmserie hvis intro indledes med en smokingklædt Sune i The Gunbarrel.
- Inspektør Gadget: Tegnefilmserie med den onde Dr. Claw der på mange punkter ligner Blofeld.

### Tegneserier
- Hemmelig Agent - "And, Anders And": En tegneseriebog dedikeret til detektivhistorier fra Andeby, uden andre Bond-referencer end titlen.
- Agent 327 - en hollandsk tegneserie i 19 album